# Les Égarés (film, 2003)
Pour les articles homonymes, voir Les Égarés.
Pour plus de détails, voir Fiche technique et Distribution.
Les Égarés est un  film franco-britannique d’André Téchiné, sorti en 2003.

## Synopsis
En juin 1940, Odile est institutrice et son mari est mort pour la France quelques mois plus tôt. Mère de deux enfants, elle fuit Paris et s’embarque dans l’exode de juin 1940, vers le sud de la France. Mais les Allemands mitraillent et bombardent les colonnes de réfugiés. Leur voiture prend feu. Secourus par un jeune homme mystérieux, secret, un peu louche, mais très débrouillard, ils s’enfoncent dans la forêt avant de s’abriter dans la grande demeure abandonnée d'un compositeur. La guerre se met alors en suspens. Les sentiments peuvent reprendre le dessus.

## Fiche technique
- Titre : Les Égarés
  - Titre en anglais : Strayed
- Réalisation : André Téchiné
- Premier assistant réalisateur : Yann Saint-Pé
- Scénario : André Téchiné et Gilles Taurand d'après le roman Le Garçon aux yeux gris de Gilles Perrault
- Photographie : Agnès Godard
- Montage : Martine Giordano
- Musique : Philippe Sarde
- Costumes : Christian Gasc
- Producteur : Jean-Pierre Ramsay Levi
- Sociétés de productions : Fit Production , Spice Factory  et France 2
- Société de distribution : Mars Distribution  et  Wild Bunch
- Pays d'origine :  France,  Royaume-Uni
- Langue originale : français
- Genre : Film dramatique, Film de guerre
- Durée : 95 minutes
- Date de sortie : 20 août 2003

## Distribution
- Emmanuelle Béart : Odile
- Gaspard Ulliel : Yvan
- Grégoire Leprince-Ringuet : Philippe, fils ainé d'Odile
- Clémence Meyer : Cathy
- Samuel Labarthe : Robert

## Distinctions
- Sélectionné en compétition au Festival de Cannes 2003
- 29e cérémonie des César
  - Nomination au César du meilleur espoir masculin pour Gaspard Ulliel
  - Nomination au César du meilleur espoir masculin pour Grégoire Leprince-Ringuet
  - Nomination au César de la meilleure photographie pour Agnès Godard
  - Nomination au César du meilleur son pour Olivier Goinard, Jean-Pierre Laforce et Jean-Paul Mugel

## Autour du film
- C'est la première adaptation littéraire d'André Téchiné, à la suite de la commande du producteur Jean-Pierre Ramsay Levi.
- Le film est dédié à la mémoire de Monique Wittig, morte pendant le tournage.
- Emmanuelle Béart tourne une scène de nu après plusieurs années d'abstinence, dans la lignée de ses photos pour le magazine Elle.